# 曾定石
曾定石（1920年12月—2006年9月13日），男，广东揭西人，中华人民共和国政治人物，中国共产党党员，曾任广东省人民政府副省长，第五、第六、第七届全国人大代表。

## 生平
1936年10月参加抗日战争，1937年1月加入中国共产党，此后在八路军从事工作。中华人民共和国成立后，历任广东省民政厅建政处、广东省五华县、汕头市、广东省主要官职。2006年9月13日去世。